# Allansford
Allansford ist ein kleiner Ort im Western District von Victoria, Australien, der am westlichen Ende der Great Ocean Road liegt. Er ist 252 Kilometer von Melbourne und 10 Kilometer von Warrnambool entfernt. Durch den Ort fließt der Hopkins River.

## Geschichte
Das Post Office öffnete am 1. Januar 1860. Die Port Fairy Railway, die durch den Ort führt, wurde 1890 eröffnet und hielt früher am Allansford-Bahnhof.

## Heute
2006 hatte Allansford eine Bevölkerung von 630 Personen.
Warrnambool plant ein Gewerbegebiet für dieses Gebiet.
Der Ort hat eine Mannschaft, die Australian Football in der Warrnambool & District Football League spielt.
In dem Ort endet die Great Ocean Road und geht in den Princes Highway über.
Allansford wurde, neben anderen Orten in diesem Gebiet, am 16. Januar von den starken Überschwemmungen in Victoria 2011 in Mitleidenschaft gezogen.